# Jet Asia Airways
Jet Asia Airways (em tailandês:  เจ็ทเอเซีย แอร์เวย์) era uma companhia aérea tailandesa com sede em Banguecoque. A Jet Asia Airways ofereceu serviços regulares e fretados de serviço.

## História
Jet Asia Airways foi fundada em dezembro de 2009 com duas aeronaves Boeing 767-200, e recebeu seu Certificado de Operador Aéreo (AOC) em outubro de 2010. Ela ingressou na Pacific Asia Travel Association em 1 de setembro de 2011. Seu primeiro voo comercial foi em 17 de setembro de 2011, entre o Aeroporto Internacional de Don Mueang e o Aeroporto Internacional de Penang, na Malásia.
No final de 2014, a companhia aérea iniciou serviços programados quatro vezes por semana para Tóquio (Narita) usando aeronaves Boeing 767-200. Outros serviços programados incluíram Jacarta, Gidá e Tianjin.

## Frota
A frota da Jet Asia Airways consistia nas seguintes aeronaves (Agosto de 2016):
| Aeronaves        | Em Serviço | Ordens | Passageiros | Notas |
| ---------------- | ---------- | ------ | ----------- | ----- |
| Boeing 767-200ER | 2          | –      | 235         |       |
| Total            | 2          | 0      |             |       |